# Gerard Laman

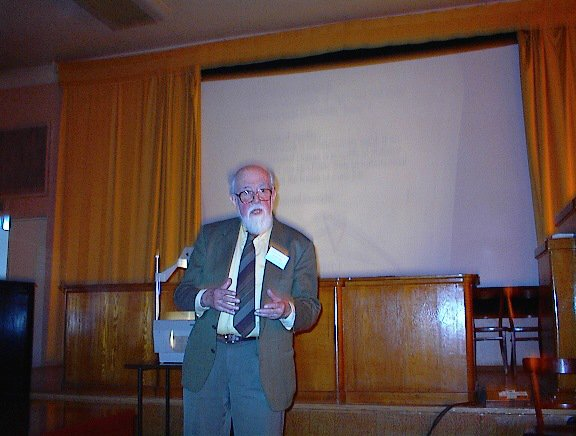
Gerard Laman.

Gerard Laman (Leiden, 22 augustus 1924 - Amsterdam, 22 september 2009) was een Nederlands wiskundige, die voornamelijk actief was op het gebied van de grafentheorie.
Na het behalen van zijn eindexamen in 1942 aan het Stedelijk Gymnasium Leiden studeerde hij wiskunde aan de Universiteit Leiden. In de laatste jaren van de oorlog moest hij onderduiken om aan tewerkstelling in Duitsland te ontkomen. Daardoor voltooide hij zijn studie wiskunde met bijvak mechanica pas in 1952. Al vanaf 1949 werkte hij als wetenschappelijk medewerker van prof. dr. J. Haantjes. Van 1957 tot 1967 doceerde hij aan de Technische Hogeschool in Eindhoven en vervolgens tot 1989 aan de Universiteit van Amsterdam. 
Zijn promotie vond in 1959 plaats in Leiden met als promotor prof. dr. W.T. van Est. Zijn belangrijkste wetenschappelijke bijdrage is de 'Laman-graaf' in de grafentheorie. Laman-grafen zijn een familie van schaarse grafen, die minimaal starre systemen van stangen en verbindingen in het vlak beschrijven.